# هنريك جنسن (لاعب كرة قدم)
هنريك جنسن (بالدنماركية: Henrik Jensen)‏ (1 فبراير 1978 بفايله في الدنمارك - ) هو لاعب كرة قدم دانمركي في مركز الدفاع. لعب مع نادي فايله ونادي فريدريكيا لكرة اليد وتشارلستون بيتري وFC Fredericia ‏ وKristiansund BK ‏ وEastbourne United A.F.C. ‏.

## وصلات خارجية
- هنريك جنسن على موقع قاعدة بيانات كرة القدم.إي يو (الإنجليزية)